# Offside (TV-serie 1971)
Offside är en svensk TV-pjäs i tre delar från 1971. Den är skriven av Bosse Andersson och för regin svarade Jackie Söderman.
Serien utspelas i fotbollsmiljö. Enligt tablåbeskrivningen belyste den "förhållandet idrott-samhälle-individ" och pekade på "sambanden mellan det enskilda fotbollslaget och näringslivet" samt hur klubbens fram- och motgångar påverkade hem och arbetsplatser.
Serien visades för första gången den 17 mars–31 mars 1971 i TV2. Den repriserades på hösten samma år.

## Rollista
- Ingemar Carlehed – Rune Alfredsson
- Sören Alm – Gösta Berg
- Kjell Delersjö – Magnus
- Peter Edding – Leffe
- Micha Gabay – Bengan
- Kåge Gustafson – Bertil
- Staffan Göthe – Janne
- Sonja Hejdeman – Eva
- Olof Huddén – Sven
- Anders Janson – Dag
- Rune Jansson – Bergström
- Gun Jönsson – Runes mor
- Göran Nilsson – Pajen
- Arne Nyberg – Ralph Askling
- Nils Nygren – Runes far
- Rune Olson – Lindberg
- Karl-Magnus Thulstrup – Hellgren
- Stig Torstensson – Ingvar

## Källhänvisningar
- Per Olov Qvist, Lars Åhlander (2002). Svenska skådespelare i film och TV 1897-2000 (1. uppl.). ISBN 91-85248-89-4 (Rollista)